# 鶯亭金升
鶯亭 金升（おうてい きんしょう、1868年3月16日〈慶応4年2月23日〉 - 1954年（昭和29年）10月31日）は、日本の雑誌記者・新聞記者・遊芸的文芸作者。本名は長井総太郎。筆名に竹葉亭昌安・竹葉亭金升・鶯亭化七・台山辺人などがあった。

## 生涯
下総国八木谷村（現・千葉県船橋市八木が谷）の湯浅家で生まれ、総太郎正安と名付けられた。父は長井筑前守昌言（まさのぶ）、母は可年。長井家は八木が谷ほかを治める家柄で、入り婿の昌言は千五百石の旗本。開港後の神奈川奉行などを務め、維新後工部省の官吏に転じて、1873年に没した。
服部波山（画家、1827 - 1894）の私塾で書・画・漢学を学び、塾仲間と青春を楽しみ、その付き合いから團團社の『團團珍聞』（まるまるちんぶん）を知って投書を始めた。同誌の主筆梅亭金鵞に師事して鶯亭金升の号を貰い、門下の小山内薫（東亭扇升）や後の二代目市川左団次（総亭芸升）らと、師を囲んで都々逸（情歌）を作った。母と同居した根岸は鶯の名所であり、それ故の『鶯亭』である。都々逸に限らず、落語・川柳・狂歌・戲文・茶番・小唄など庶民の遊びの文芸を好んで作った。長唄・清元・常磐津も作った。母にも俳諧の心得があった。
梅亭の勧めで1884年団団社の記者となり、1886年から珍聞誌の投書の選に当たり、1888年『お笑い草両面鏡』を連載し、途中から『当世道楽相』と改題した。挿画は小林清親が描いた。
金升と仁科縫との結婚の媒酌は小林清親夫妻が務めた。縫女の弟に花柳寿太郎、その息子で縫女の甥に十代目岩井半四郎がいる。
1890年（明治23年）秋から1年余神田松永町に住んだ時期には、喜多村緑郎ら八人が毎晩集まって、雑俳作りに夜を深した。
1892年（明治25年）（24歳）から、『改進新聞』の記者を兼務した。（団団社の野村文夫社長が改進党に属していた。）1895年、『改進新聞』が改名した『開花新聞』を退き、翌年万朝報社、1898年に中央新聞社、さらに『やまと新聞』・『読売新聞』・『都新聞』と転々して後、昭和初期から太平洋戦争中まで、長く『東京毎日新聞』に勤めた。日中戦争中の1941年10月に浅草の本法寺に建立された「はなし塚」（時局に鑑みて上演禁止を決定した禁演落語などを供養した記念碑）の揮毫を、「落語界の最長老」という理由で担当した。
敗戦後の1947年、『落語珍日本』を出し、その後も都々逸・狂句・雑俳の選者を続けた。
老いと戦いながら、1953年（昭和28年）秋に『明治のおもかげ』を出版し、直後に風邪を引いて全快せず、翌年秋に没した。享年86。『情歌院鶯亭日経居士』。墓は本立寺（品川区東五反田）にある。
1889年に始まる肉筆の日記『むだ雅記』は、早稲田大学坪内博士記念演劇博物館に寄贈されたという。

## 主な著書
列記は、『表題』出版社（者）〈シリーズ名〉、発行年月、（その他）の順。
- 『返咲園廼花』鶴声社、1886年6月
- 『沙鍋調練坪内譚』（編著）共隆社、1886年10月
- 『一笑人』（編著）漫遊会、1888年10月
- 『乗合船 滑稽笑説』漫遊会、1888年12月
- 『狂体発句集 初会』（編著）長井総太郎【自費】、1889年12月
- 『碁打そば』（落語）（鈴木金次郎 編『花競落語叢書』金泉堂、1890年12月 に収録）
- 『返咲園廼花』（編著）金盛堂、1891年12月
- 『都々逸独稽古』博文館 〈東洋文芸全書 第16編〉、1892年2月
- 『渡る雁が音』（編著）九皐館、1893年1月
- 『実録恋寝刄』（編著）白井清栄門、1893年6月
- 『河太郎奇行 滑稽洒落』（編著）藍外堂、1894年3月
- 『征清もろこし談語』鳳林館、1894年11月（日清戦争期）
- 『情歌万題集』団団社、1895年12月
- 『俳諧百吟逸趣』（編著）長井総太郎【自費】、1896年4月
- 『都都逸一千題』博文館、1898年12月
- 『新撰落語福』博文館、1900年9月
- 『俗曲大全』（編著）博文館〈続帝国文庫 第36編〉、1901年9月
- 『狂歌の栞』（編著）博文館〈風雅文庫〉、1902年4月
- 『滑稽乗合船』（落語・義太夫・茶番狂言・座敷芸・戲文など）服部書店、1906年12月
- 『金升落語集』求光閣、1907年5月
- 『滑稽大博覧会（滑稽落語世界）』求光閣、1907年7月
- 『江戸ッ子のチヨン髷』豊文館、1917年6月
- 『落語珍日本』玄文社、1948年7月
- 『明治のおもかげ』山王書房、1953年

没後の刊行
- 花柳寿太郎・小島二朔 編『鶯亭金升日記』演劇出版社、1961年10月
  - 花柳寿太郎は、金升の妻の弟。
- 『三遊派と柳派』〈落語名作全集 第2期 第2巻〉普通社、1962年 に収録）
- 『明治のおもかげ』岩波書店〈岩波文庫〉、2000年6月
- 『王子の狐火』（東雅夫 編『文豪てのひら怪談』ポプラ社〈ポプラ文庫〉、2009年8月 に収録）